# Kamikaze (Eminem)
Kamikaze è il decimo album in studio del rapper statunitense Eminem, pubblicato il 31 agosto 2018 dalla Aftermath, Shady, Interscope.

## Descrizione
Pubblicato a sorpresa, l'album presenta le collaborazioni di Joyner Lucas, Royce da 5'9" e Jessie Reyez e voci non accreditate di Justin Vernon. L'album è prodotto esecutivamente dallo stesso Eminem e da Dr. Dre e presenta le collaborazioni Mike Will Made It, Illadaproducer, Ronny J, Cubeatz, Jeremy Miller, Boi-1da, Jahaan Sweet, Tay Keith, Tim Suby, Fred Ball and S1.

## Accoglienza
| Recensione    | Giudizio |
| ------------- | -------- |
| AllMusic      |          |
| Consequence   | B-       |
| NME           |          |
| Pitchfork     | 5.0/10   |
| PopMatters    | 7/10     |
| Rolling Stone |          |
| Rumore        | 3,5/10   |
| The Guardian  |          |

Il disco è stato accolto con recensioni miste da parte degli autori musicali, che lo plaudono come un ritorno in forma aggressiva da parte del rapper, criticandone la mancanza di innovazione. Kamikaze genera numerose controversie per i dissing contro numerosi artisti. Secondo l'aggregatore di recensioni Metacritic, il disco possiede un punteggio di 62 su 100 basato su sedici recensioni, equivalente ad «acclamazione favorevole». La rivista Rumore assegna a Kamikaze un voto pari a 3,5 su 10 e asserisce che, in questo album, "(Eminem) sembra un uomo solo che grida la sua frustrazione nel microfono".

## Tracce
1. The Ringer – 5:37 (Marshall Mathers, Ray Fraser, Luis Resto, Katorah Marrero, Matthew Jacobson, Ronald Spence, Jr.)
2. Greatest – 3:46 (Marshall Mathers)
3. Lucky You (ft. Joyner Lucas) – 4:04 (Marshall Mathers, Matthew Samuels, Jahaan Sweet, Gary Lucas, Ray Fraser)
4. Paul (Skit) – 0:35 (Paul D. Rosenberg, Esq.)
5. Normal – 3:41 (Marshall Mathers, Ray Fraser, Erik Bodin, Yukimi Nagano, Fredrik Wallin, Håkan Wirenstrand, Larry Griffin Jr., Maurice Nichols, R. Sheldon)
6. Em Calls Paul (Skit) – 0:49 (Marshall Mathers)
7. Stepping Stone – 5:09 (Marshall Mathers, Luis Resto, Mario Resto)
8. Not Alike (ft. Royce da 5'9") – 4:48 (Marshall Mathers, Ryan Montgomery, Brytavious Chambers, Ronald Spence, Jr.)
9. Kamikaze – 3:36 (Marshall Mathers, Tim Suby, James Smith, Dwayne Simon, Bobby Ervin)
10. Fall – 4:22 (Marshall Mathers, Michael Williams, Luis Resto, BJ Burton, Justin Vernon)
11. Nice Guy (ft. Jessie Reyez) – 2:30 (Marshall Mathers, Luis Resto, Larry Griffin Jr., Jessie Reyez, Fred Ball)
12. Good Guy (ft. Jessie Reyez) – 2:22 (Marshall Mathers, Ray Fraser, Jessie Reyez, Yutaka Yamada, Lisa Gomamoto, Norio Joseph Aono)
13. Venom (Music from the Motion Picture) – 4:29 (Marshall Mathers, Luis Resto)

## Formazione
Musicisti
- Eminem – voce (eccetto traccia 4)
- Luis Resto – tastiera aggiuntiva (prima parte traccia 1, tracce 9-12), tastiera (seconda parte traccia 3, tracce 7 e 13)
- Joyner Lucas – voce (traccia 3)
- Paul D. Rosenberg, Esq. – voce (traccia 4)
- Mario Resto – voce aggiuntiva (traccia 7)
- Royce da 5'9" – voce (traccia 8)
- Scram Jones – scratch (traccia 9)
- Jessie Reyez – voce (tracce 11 e 12)

Produzione
- Dr. Dre – produzione esecutiva
- Eminem – produzione esecutiva, coproduzione (prima parte traccia 1), missaggio (eccetto tracce 2, 4 e 6), produzione aggiuntiva (seconda parte traccia 3, prima parte traccia 8, tracce 9-11), produzione (tracce 7 e 13)
- Brian "Big Bass" Gardner – mastering
- Illadaproducer – produzione (prima parte tracce 1 e 5, seconda parte traccia 3 e traccia 12)
- Mike Strange – registrazione e missaggio (eccetto tracce 2, 4 e 6)
- Joe Strange – registrazione (eccetto tracce 2, 4 e 6)
- Tony Campana – registrazione (eccetto tracce 2, 4 e 6)
- Boi-1da – produzione (prima parte traccia 3)
- Jahaan Sweet – produzione (prima parte traccia 3)
- S1 – produzione (seconda parte traccia 5, traccia 11)
- Lonestarrmuzik – produzione (seconda parte traccia 5)
- Luis Resto – produzione aggiuntiva (tracce 7 e 13)
- Tay Keith – produzione (prima parte traccia 8)
- Ronny J – produzione (seconda parte traccia 8)
- Tim Suby – produzione (traccia 9)
- Mike Will Made It – produzione e missaggio (traccia 10)
- Steve "The Sauce" Hybicki – missaggio (traccia 10)
- Fred Ball – produzione (traccia 11)

## Successo commerciale

### America del Nord
Kamikaze ha esordito in vetta alla Billboard 200 statunitense nella pubblicazione del 6 settembre 2018, segnando il quarto miglior debutto dell'anno. È diventato il nono album al numero di Eminem dopo aver venduto nella sua prima settimana 434 000 unità equivalenti, di cui 252 000 sono vendite pure, 168 000 sono stream-equivalent units risultanti dalle riproduzioni in streaming dei brani mentre le restanti 14 000 sono track-equivalent units equivalenti alle vendite digitali dei singoli brani. La settimana successiva è stato spostato da Egypt Station di Paul McCartney e ha registrato un calo di vendite del 69%, aggiungendo altre 136 000 unità al suo totale.
L'album ha inoltre debuttato in cima alla classifica canadese, diventando il decimo album numero uno dell'interprete nel paese. Ha totalizzato 46 000 unità nella sua prima settimana, risultando il disco più venduto nei negozi fisici e digitali e il più riprodotto sulle piattaforme di streaming. La settimana successiva ha aggiunto altre 19 000 unità al suo totale, mantenendo la stessa posizione della settimana precedente. Durante la sua terza settimana di pubblicazione è sceso alla 3ª posizione, seppur risultando l'album più riprodotto in streaming. Alla fine dell'anno, ha accumulato 152 000 unità in territorio canadese.

### Europa
Anche nel Regno Unito ha fatto il proprio ingresso alla vetta della classifica degli album grazie a 55 115 unità di vendita, diventando il decimo album al numero uno di Eminem nella classifica britannica. La settimana seguente ha mantenuto la sua posizione e ha aggiunto altre 24 732 unità (di cui 11 254 in CD) al suo totale, seppur registrando un calo di vendite del 35,12% rispetto alla settimana precedente. In Irlanda ha esordito al numero uno, triplicando le vendite del proprio rivale e diventando l'ottavo album numero del rapper nella classifica irlandese. In Francia ha debuttato all'8ª posizione della classifica degli album redatta dalla Syndicat national de l'édition phonographique con 2 900 unità, per poi raggiungere successivamente la 3ª posizione grazie a 6 900 unità, con un notevole incremento di vendite rispetto alla settimana precedente.

### Oceania
In Australia ha debuttato ed ha trascorso un totale di quattro settimane consecutive alla vetta della ARIA Albums Chart. In Nuova Zelanda ha debuttato al vertice della classifica ed ha trascorso un totale di sei settimane al numero uno.

## Classifiche

### Classifiche settimanali
| Classifica (2018) | Posizione massima |
| ----------------- | ----------------- |
| Australia         | 1                 |
| Austria           | 1                 |
| Belgio (Fiandre)  | 1                 |
| Belgio (Vallonia) | 3                 |
| Canada            | 1                 |
| Danimarca         | 1                 |
| Estonia           | 1                 |
| Finlandia         | 1                 |
| Francia           | 3                 |
| Germania          | 2                 |
| Giappone          | 32                |
| Grecia            | 3                 |
| Irlanda           | 1                 |
| Islanda           | 2                 |
| Italia            | 1                 |
| Lettonia          | 1                 |
| Lituania          | 1                 |
| Norvegia          | 1                 |
| Nuova Zelanda     | 1                 |
| Paesi Bassi       | 1                 |
| Polonia           | 3                 |
| Portogallo        | 4                 |
| Regno Unito       | 1                 |
| Repubblica Ceca   | 1                 |
| Slovacchia        | 1                 |
| Spagna            | 12                |
| Stati Uniti       | 1                 |
| Svezia            | 1                 |
| Svizzera          | 1                 |
| Ungheria          | 8                 |

### Classifiche di fine anno
| Classifica (2018)         | Posizione |
| ------------------------- | --------- |
| Australia                 | 6         |
| Austria                   | 23        |
| Belgio (Fiandre)          | 21        |
| Belgio (Vallonia)         | 82        |
| Canada                    | 10        |
| Danimarca                 | 25        |
| Estonia                   | 12        |
| Francia                   | 92        |
| Germania                  | 34        |
| Irlanda                   | 19        |
| Islanda                   | 41        |
| Italia                    | 65        |
| Norvegia                  | 9         |
| Nuova Zelanda             | 8         |
| Paesi Bassi               | 14        |
| Regno Unito               | 10        |
| Spagna                    | 100       |
| Stati Uniti               | 17        |
| Stati Uniti (R&B/hip-hop) | 13        |
| Stati Uniti (rap)         | 11        |
| Svezia                    | 19        |
| Svizzera                  | 9         |
| Ungheria                  | 89        |
| Classifica (2019)         | Posizione |
| Australia                 | 23        |
| Belgio (Fiandre)          | 62        |
| Belgio (Vallonia)         | 169       |
| Canada                    | 25        |
| Danimarca                 | 72        |
| Islanda                   | 97        |
| Lettonia                  | 22        |
| Norvegia                  | 31        |
| Nuova Zelanda             | 20        |
| Regno Unito               | 67        |
| Stati Uniti               | 52        |
| Svezia                    | 67        |
| Svizzera                  | 90        |
| Classifica (2020)         | Posizione |
| Belgio (Fiandre)          | 154       |

### Classifiche di fine decennio
| Classifica (2010-19) | Posizione |
| -------------------- | --------- |
| Paesi Bassi          | 97        |
| Stati Uniti          | 184       |